# Izea
Izea is een geslacht van hooiwagens uit de familie Assamiidae.
De wetenschappelijke naam Izea is voor het eerst geldig gepubliceerd door Roewer in 1927. 

## Soorten
Izea omvat de volgende 2 soorten:
- Izea armata
- Izea pectinata